# Erigorgus thomsonii
Erigorgus thomsonii är en stekelart som först beskrevs av Dalla Torre 1901.  Erigorgus thomsonii ingår i släktet Erigorgus och familjen brokparasitsteklar. Arten är reproducerande i Sverige. Inga underarter finns listade i Catalogue of Life.